# Радове
Ра́дове (до 1988 року — Радовель) — село в Україні, у Локницькій сільській громаді Вараського району Рівненської області.

## Історія
Сучасна назва Радове у поселення з'явилась на початку горбачовської перебудови.
В польський період тут з дозволу кухченського пана з'явилася хутірська система. Головним хутором, що простягнувся від центру теперішнього села Радове вздовж старої піщаної дороги (шляху) на південний схід, був «Піддеревок». Ще тут були хутори: «Підстрижень», «Підмітла», «Остриганець», «Коришень», «Волоса», «Параха». Але на назву поселення міг претендувати лише центральний хутір — «Піддеревок». Та цього не сталось. Впродовж 40 років все вище згадане поселення називали Другою Бригадою, бо дійсно в центрі цього поселення була розташована рільнича бригада № 2 сільськогосподарської артілі «Радянське Полісся».
На початку перебудови голова Кухченської сільської Ради Воронко Кирило Васильович зініціював клопотання про відкриття в межах Кухченської сільської Ради населеного пункту Радовель. Але він не врахував, що таку ж само назву мав хутір на території Нобельської сільради. В поданні до Верховної Ради УРСР було запропоновано записати прохання про відкриття в Кухченській сільській Раді населеного пункту з назвою Радове.
Президія ВР УРСР 1987 року відкрила «в Кухченській сільській Раді Зарічненського району Рівненської області населений пункт Радове».

## Населення
Населення станом на 1 січня 2007 року становило 654 осіб[джерело?].
За переписом населення 2001 року в селі мешкало 608 осіб, 100 % населення вказали своєї рідною мовою українську мову.